# Ramaria gypsea
Ramaria gypsea är en svampart som beskrevs av Schild 1982. Ramaria gypsea ingår i släktet Ramaria och familjen Gomphaceae.   Inga underarter finns listade i Catalogue of Life.